# Rincón (Cidra)
Rincón es un barrio ubicado en el municipio de Cidra en el Estado Libre Asociado  de Puerto Rico. En el Censo de 2010 tenía una población de 3 414 habitantes y una densidad poblacional de 655,92 personas por km².

## Geografía
Rincón se encuentra ubicado en las coordenadas 18°9′4″N 66°10′10″O / 18.15111, -66.16944. Según la Oficina del Censo de los Estados Unidos, Rincón tiene una superficie total de 6.6 km², que corresponden a tierra firme.

## Demografía
Según el censo de 2010, había 4332 personas residiendo en Rincón. La densidad de población era de 655,92 hab./km². De los 4332 habitantes, Rincón estaba compuesto por el 75.51% blancos, el 9.33% eran afroamericanos, el 0.14% eran amerindios, el 0.21% eran asiáticos, el 9.44% eran de otras razas y el 5.38% pertenecían a dos o más razas. Del total de la población el 99.54% eran hispanos o latinos de cualquier raza.